# Vimba
Vimba je rod rib iz družine pravih krapovcev, ki je razširjen po Evropi in zahodni Aziji. Trenutno so v rod razvrščene tri vrste.

## Vrste
- Vimba elongata (Valenciennes, 1844)
- Vimba melanops (Heckel, 1837)
- Vimba vimba (Linnaeus, 1758)